# Liermolen
De Liermolen is een van de vijf watermolens aan de Maalbeek in de Vlaams-Brabantse gemeente Grimbergen (een in deelgemeente Strombeek-Bever en vier in deelgemeente Grimbergen).

## Geschiedenis
De gebouwen van deze korenmolen stammen gedeeltelijk uit de 17e eeuw en werden verbouwd in 1759 en 1762. De Liermolen is de voormalige abdijmolen van de abdij van Grimbergen en is opgetrokken in witgekalkte bak- en zandsteen.
In 1843 werd de familie d'Overschie, die ook het naburige Kasteel d'Overschie liet bouwen, eigenaar tot de jaren 1950. De molen was tot eind 1971 bewoond. Jozef Van Deuren (°1899, 'Jef de Maalder') was de laatste molenaar van de Liermolen.

### Redding van de sloophamer
Na de dood van barones Isabelle d'Overschie in 1950, besloten de erfgenamen om een aantal eigendommen in Grimbergen te verkopen aan een grondverkavelaar. De verkaveling zorgde voor een complete metamorfose van het landschap van de wijk Rijkenhoek. In 1962 kocht de verkavelingsfirma Matexi de molen op met toestemming van het gemeentebestuur. Vanaf dan was dit cultureel erfgoed een tijd lang ernstig bedreigd omdat Matexi de molen met de grond gelijk wou maken, maar de gemeente heeft de molen tijdens het bestuur van Jozef Mensalt toch gekocht in 1972. In 1977 vond daarop een grondige restauratie plaats die het huidig uitzicht bepaalt.

### MOT
Sinds 1980 is in de molen de afdeling malen van het Museum voor de Oudere Technieken (MOT) in ondergebracht. De bedrijfsklare watermolen heeft een intact binnenwerk en wordt draaiende gehouden voor maaldemonstraties.
De Liermolen is genoemd naar de heren van Lire, die in 1341 hun watermolen aan de abdij verkochten.